# Le Soulier trop petit
Pour plus de détails, voir Fiche technique et Distribution.
Le Soulier trop petit est un film muet français réalisé par Georges Monca, sorti en 1910.

## Fiche technique
- Titre : Le Soulier trop petit
- Titre anglophone : Max's Feet Are Pinched
- Réalisation : Georges Monca
- Scénario : Paul Bonhomme
- Photographie :
- Montage :
- Société de production : Pathé Frères
- Société de distribution : Pathé Frères (France), General Film Company (États-Unis)
- Pays d'origine :  France
- Langue : français
- Métrage : 155 mètres
- Format : Noir et blanc — 35 mm — 1,33:1 — Muet
- Genre :  Comédie
- Durée : 5 minutes
- Dates de sortie :
  -  Autriche : 29 octobre 1910
  -  Allemagne : novembre 1910 (Berlin)
  -  Finlande : 5 décembre 1910
  -  France : 25 janvier 1911 (Rouen)
  -  États-Unis : 13 mars 1911

## Distribution
- Max Linder